# Prästö, Pyttis
Prästö, finska: Papinsaari, är en ö i Finland. Den ligger i Kymmene älv och i kommunen Pyttis i  landskapet Kymmenedalen, i den södra delen av landet, 90 km öster om huvudstaden Helsingfors. Öns area är 61,9 hektar och dess största längd är 2,1 kilometer i nord-sydlig riktning.